# Aleksiej Naumenko
Aleksiej Naumenko (ur. 9 marca 1982 roku w Pińsku) – białoruski artysta, malarz, witrażysta. Po ukończeniu Gimnazjum-Kolegium Sztuki im. I. Achremczyka w 2000 roku, kontynuował edukację artystyczną w Państwowej Akademii Sztuk Pięknych w Mińsku na wydziale malarstwa monumentalnego. W ramach pracy dyplomowej wykonał witraż pt. ”Wiosna”, który do dziś zdobi foyer Akademii.

## Życiorys
W okresie studiów szczególny wpływ na styl artysty wywarła twórczość Pawła Fiłonowa, Ernsta Fuchsa i Gustava Klimta. Późniejsze prace wpisują się w nurt abstrakcyjnego ekspresjonizmu, fotorealizmu oraz konceptualizmu. Artysta posługuje się metodą analityczną w połączeniu z improwizacją, poszukując nowych form i środków ekspresji.
Aleksiej Naumenko jest założycielem studia projektowego Corpus Magnum specjalizującego się w tworzeniu artystycznych przedmiotów i elementów wystroju wnętrz – luster, obrazów, witraży i fresków monumentalnych. Jego prace zdobią przestrzenie Narodowego Banku Republiki Białorusi, Narodowego Komitetu Olimpijskiego Republiki Białorusi oraz Muzeum Napoleona Ordy w Worocewiczach.